# Lee Jung-soo
Lee Jung-soo (8 januari 1980) is een Zuid-Koreaans voormalig voetballer die als verdediger speelde.

## Carrière
Lee Jung-soo speelde tussen 2002 en 2010 voor FC Seoul, Incheon United, Suwon Samsung Bluewings, Kyoto Sanga FC en Kashima Antlers. Hij tekende in 2010 bij Al-Sadd waarmee hij de AFC Champions League 2011 won. In 2016 keerde hij terug bij Suwon Samsung Bluewings waar hij in april 2017 zijn loopbaan beëindigde.

## Zuid-Koreaans voetbalelftal
Lee Jung-soo debuteerde in 2008 in het Zuid-Koreaans nationaal elftal en speelde 54 interlands, waarin hij 5 keer een doelpunt maakte.
Hij maakte deel uit van de Zuid-Koreaanse selectie op het wereldkampioenschap voetbal 2010 en het Aziatisch kampioenschap 2011 waar Zuid-Korea de derde plaats behaalde.